# 専門学校トヨタ名古屋自動車大学校
専門学校トヨタ名古屋自動車大学校（せんもんがっこうトヨタなごやじどうしゃだいがっこう、英字表記:TOYOTA Technical College Nagoya）は、愛知県清須市にある私立の自動車整備士専修学校。学校法人トヨタ名古屋整備学園が設置する。

## 概説
1961年（昭和36年）、トヨタ自動車販売が設立した自動車整備学校を礎とする。卒業生は27,000名を超え、規模、設備は全国トップクラスを誇る。国家1級自動車整備士を養成する4年制、国家2級自動車整備士を養成する2年制の2つのコースを設置している。
卒業生の97%がトヨタ自動車関連企業へ就職している。

## 沿革
- 1961年 - トヨタ自動車直営の自動車整備学校として設立認可を得る。本科（1年制・3級整備士コース）第1回生149名入学。
- 1963年 - 定員320名とする。
- 1964年 - 運輸大臣より第一種養成施設として指定を受ける。
- 1971年 - 実習場等を増設し、定員520名とする。
- 1976年 - 学校教育法の改正により、専門学校の認可を受ける。校名を「中部日本自動車整備専門学校」と改称。
- 1977年 - 高等科（2年制・2級整備士コース）を新設。募集定員160名でスタート。
- 1979年 - 体育館を新設。総定員640名とする（募集定員・高等科各200名、本科240名）。
- 1981年 - 総定員720名とする（募集定員・高等科各240名、本科240名）。
- 1984年 - 高等科に女子学生第一号入学。
- 1986年 - 卒業生が10,000人を超える。
- 1989年 - 本科（3級整備士コース）を廃止。高等科・募集定員を320名とする。
- 1990年 - トヨタ自動車春日センター内に新校舎完成。学校法人「トヨタ名古屋整備学園」として、愛知県知事より認可を受ける。理事長には豊田章一郎トヨタ自動車社長（当時）が就任。募集定員を520名とし総定員1,040名となる。
- 1991年 - 創立30周年を迎えると同時に同窓会を設立。学生の海外研修旅行（アメリカ合衆国西海岸）をこの年より開始。
- 1992年 - カナダのオカナガンユニバーシティカレッジへの留学を開始。
- 1994年 - 豊田章一郎が理事長退任。後任に豊田達郎トヨタ自動車社長（当時）が就任。
- 1998年 - 新学生寮「ぴっといん21」完成。豊田達郎理事長が退任。後任に、齋藤明彦トヨタ自動車専務取締役（当時）が就任。
- 1999年 - 在日ブラジル人コース（1年）新設。
- 2001年 - 学生会館完成。創立40周年。
- 2002年 - 自動車研究科（2年制・1級整備士コース）を新設。
- 2004年 - 校名を「トヨタ名古屋整備専門学校」と改称。
- 2005年 - 新理事長に岡本一雄トヨタ自動車取締役副社長が就任。総合技術棟が完成。
- 2006年 - 高度自動車科（4年制・1級整備士コース）を新設。創立45周年を迎え、卒業生も20,000人を超える。
- 2007年 - 校名を「専門学校トヨタ名古屋自動車大学校」と改称。総定員1,360名とする。
- 2008年 - 募集定員　高度自動車科120名、自動車整備科440名とする。全日本学生フォーミュラ大会、Netz Cup Vitz Raceへ参戦開始。
- 2009年 - 求人リクルートセンターi完成。新理事長に内山田竹志トヨタ自動車代表取締役副社長が就任。
- 2011年 - 創立50周年を迎える。女性ショールームスタッフ科新設。
- 2012年 - 車体整備専攻科新設。
- 2013年 - 新理事長に前川眞基トヨタ自動車代表取締役副社長が就任。
- 2016年 - コンシェルジュラボ、学生玄関完成。
- 2018年 - 敷地内にテストコースを設置。
- 2019年 - 新理事長に横山裕行前トヨタ自動車専務役員が就任。
- 2020年 - 車体整備研究科、国際自動車整備科を新設。
- 2022年 - 創立60周年を迎える。自動車科がある愛知県内の4つの工業高校と協定締結[1]。

## 設置コース

### 高度自動車科
- 1級自動車整備士養成コース（4年制）

### 自動車整備科
- 2級自動車整備士養成コース（2年制）

### 女性ショールームスタッフ科
- 2年制、2011年（平成23年）4月開設

### 国際自動車整備科
- 3年制、2020年（令和2年）4月開設

## 交通アクセス

### 名古屋方面から
- JR東海道本線 清洲駅下車、徒歩で約25分。
- JR各線 名古屋駅からタクシーで約30分。

### 岐阜方面から
- JR東海道本線 稲沢駅下車、徒歩で約35分。

### 中部国際空港から
- 名鉄名古屋本線 奥田駅下車、徒歩で約30分。

### 県営名古屋飛行場から
- タクシーで約30分。